# Jakob von Uexküll

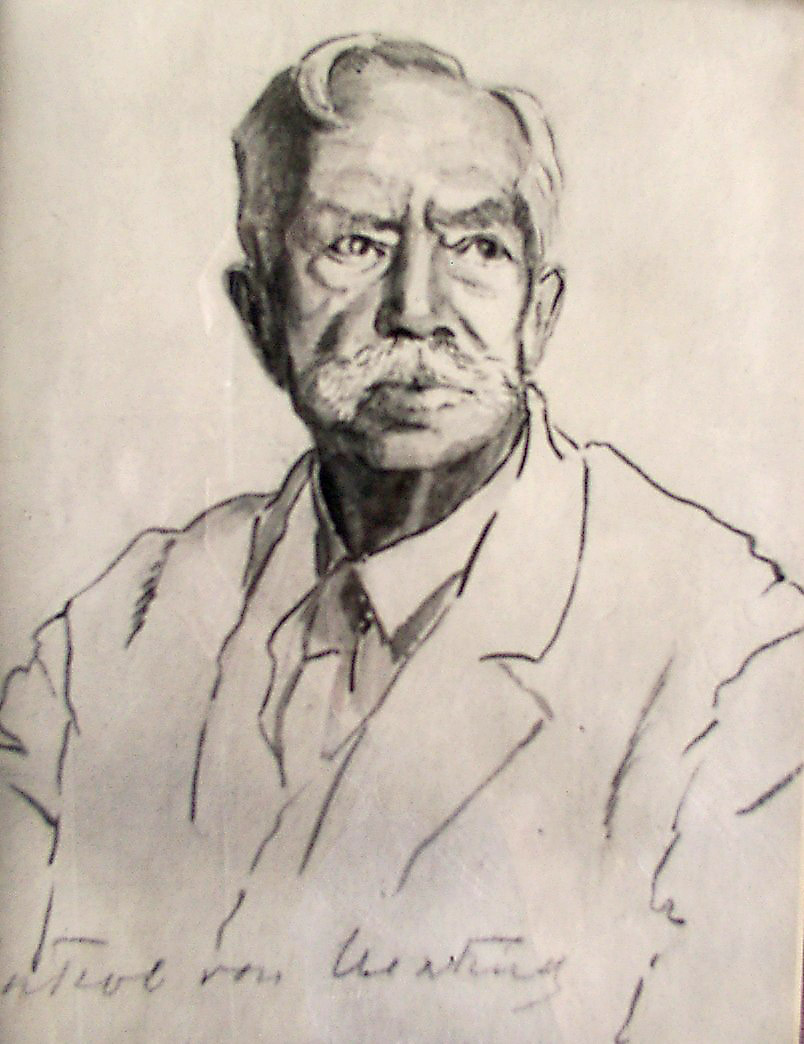

Jakob Johann von Uexküll (* Keblaste, Estònia, 8 de setembre de 1864 - Capri, 25 de juliol de 1944) va ser un biòleg i filòsof alemany del Bàltic. Va ser un dels pioners de l'etologia abans de Konrad Lorenz i és famós sobretot per l'ús del concepte Umwelt, que pot traduir-se com món perceptiu, medi ambient o entorn, i fa referència a allò que percep un ésser viu d'allò que l'envolta i amb què es relaciona.
Va ser un biòleg amb grans realitzacions en els camps de la fisiologia muscular i cibernètica de la vida. "Considerat un dels màxims zoòlegs del segle xx i un dels fundadors de l'ecologia, va ser privat del seu patrimoni durant la Primera guerra Mundial. Abans ja havia estat investigador lliure a Heidelberg i després a la Reserva zoològica de Nàpols, quan va conquerir una discreta reputació científica per les seves investigacions sobre la fisiologia i el sistema nerviós dels invertebrats.
Estudis posteriors com els de Kalevi Kull, connecten els estudis de von Uexküll amb algunes àrees de la filosofia com la fenomenologia i l'hermenèutica, influenciant en els treballs dels filòsofs Martin Heidegger, José Ortega y Gasset, Maurice Merleau-Ponty, Ernst Cassirer, Gilles Deleuze i Félix Guattari, entre d'altres.

## Obres
- Leitfaden in das Studium der experimentellen Biologie der Wassertiere (1905)
- Umwelt und Innenwelt der Tiere (1909)
- Bausteine zu einer biologischen Weltanschauung. Gesammelte Aufsätze, herausgegeben und eingeleitet von Felix Gross (1913)
- Biologische Briefe an eine Dame (1920)
- Staatsbiologie: Anatomie-Physiologie-Pathologie des Staates (1920)
- Theoretische Biologie (1920)
- Natur und Leben (1928)
- Die Lebenslehre (1930)
- Streifzüge durch die Umwelten von Tieren und Menschen: Ein Bilderbuch unsichtbarer Welten (1934)
- Niegeschaute Welten. Die Umwelten meiner Freunde. Ein Erinnerungsbuch (1936)
- Der unsterbliche Geist in der Natur. Gespräche (1938)
- Bedeutungslehre (1940)
- Der Stein von Werder (1940)
- Die ewige Frage: Biologische Variationen über einen platonischen Dialog (1944)